# Heliogomphus chaoi
Heliogomphus chaoi – gatunek ważki z rodziny gadziogłówkowatych (Gomphidae).